# Hypocryptadius cinnamomeus
Pardal-canela ou ibone-canela (Hypocryptadius cinnamomeus) é uma espécie de ave da família Passeridae (antes incluída na Zosteropidae). É a única espécie do género Hypocryptadius.
É endémica das Filipinas.
Os seus habitats naturais são: regiões subtropicais ou tropicais húmidas de alta altitude.